# Escuela Politécnica de la Universidad de São Paulo
La Escuela Politécnica de la Universidad de São Paulo (EPUSP, EP, POLI-USP o simplemente POLI) es la unidad de la Universidad de São Paulo (USP) responsable por la enseñanza, investigación y extensión universitaria en las áreas de ingeniería en la ciudad de São Paulo. Fundada en 1893 - incluso antes de la creación de la Universidad - como la primera escuela de ingeniería del estado de São Paulo, con el nombre de Escola Politécnica de São Paulo, fue incorporada a la USP en 1934 siendo una de las fundadoras de esta universidad. Sus alumnos y exalumnos son conocidos como "politécnicos"..
Debido a que varios de los egresados de esta institución han ocupado cargos de exposición pública o de liderazgo en empresas e industria, es reconocida como una institución líder. Es un referente nacional por su tradición y calidad además de ser la escuela con el mayor número de programas de ingeniería en América Latina. La Escuela Politécnica cuenta con numerosas alianzas internacionales de intercambio y de investigación.
Está considerada, junto con las demás unidades de la USP que imparten cursos de ingeniería o informática, como la 75.ª mejor escuela de tecnología del mundo y la mejor de América Latina según el QS World University Rankings en 2013; como la mejor escuela de ingeniería de América Latina según el Times Higher Education en 2014, 2015, 2016 y 2023; y entre las 100 mejores escuelas de ingeniería del mundo por el Academic Ranking of World Universities en el mismo año. Junto con las otras escuelas de ingeniería de la USP, los programas de ingeniería del "Poli" también se encuentran entre las primeras posiciones en los rankings e indicadores nacionales, como el Ranking Universitario de Folha de S. Paulo e indicadores del Ministerio de Educación.